# Conseil régional de la Réunion
Der Conseil régional de la Réunion (zu Deutsch etwa Regionalrat von La Réunion) ist das Parlament des französischen Überseegebietes La Réunion. Der Rat besteht aus 45 Mitgliedern. Gewählt wird in Listenwahl nach einem minderheitenfreundlichen Mehrheitswahlrecht.

## Sitzverteilung (Wahlen 2021)
| Partei                               | Abkürzung         | Sitze             |
| Mehrheitsparteien                    | Mehrheitsparteien | Mehrheitsparteien |
| ------------------------------------ | ----------------- | ----------------- |
| diverse Linke                        | DVG               | 10                |
| Pour La Réunion                      | PLR               | 6                 |
| Parti communiste réunionnais         | PCR               | 3                 |
| La France insoumise                  | LFI               | 2                 |
| Parti socialiste                     | PS                | 2                 |
| Banian                               | Ba.               | 2                 |
| Territoires de Progrès               | TdP               | 1                 |
| Action populaire de La Réunion       | APR               | 1                 |
| Mouvement citoyen réunionnais        | MCR               | 1                 |
| Endemik Réunion                      | ER                | 1                 |
| Oppositionsparteien                  |                   |                   |
| diverse Rechte                       | DVD               | 7                 |
| Objectif Réunion                     | OR                | 4                 |
| Les Républicains                     | LR                | 2                 |
| Union des démocrates et indépendants | UDI               | 1                 |
| France Réunion Avenir                | FRA               | 1                 |
| diverse Zentrumsparteien             | DVC               | 1                 |